# 桐生広域圏
桐生広域圏（きりゅうこういきけん）：正式名称桐生市外六か町村広域市町村圏（きりゅうしほかろっかちょうそんこういきしちょうそんけん）は、群馬県の広域行政圏の一つ。
以下の7市町村で構成されていた。
1. 桐生市
2. 大間々町
3. 笠懸町
4. 藪塚本町
5. 新里村
6. 黒保根村
7. 東村

2005年3月28日藪塚本町が太田市と合併、6月13日に新里村、黒保根村が桐生市に編入。
2006年3月27日に勢多郡東村、山田郡大間々町、新田郡笠懸町が合併し、みどり市が発足。桐生広域圏組合の構成自治体は桐生市のみとなり、組合は自然解散となった。
消防、ごみ処理、斎場などの事業は桐生市に帰属し、農業共済事業はみどり市に帰属する。それぞれの事業を相互に委託・受託することとなった。